# Agrodiaetus turcicola
Agrodiaetus turcicola är en fjärilsart som beskrevs av Ahmet Ömer Koçak 1976. Agrodiaetus turcicola ingår i släktet Agrodiaetus och familjen juvelvingar. Inga underarter finns listade i Catalogue of Life.